# JR東日本E657系電力動車組
E657系电力动车组是JR东日本的双电压直流/交流电力动车组。
E657系用于替换此前分别运行于常磐线特急列车“超级常陆”和“Fresh常陆”上的651系和E653系。首列车于2012年3月3日投入正式服务，运行于上野-磐城间的特别特急列车服务“草裙女孩”（Hula Girl）；同年3月17日时刻表修改后，开始执行超级常陸號定期班次服务。初始订单中的16列10节编組于2013年3月16日的时刻表改正后全数投入服务。2020年3月14日起，常磐線富岡站至浪江站之間路段恢復行駛，行駛範圍擴及至仙台站。

## 设计
E657系列车的车头设计衍生自早前“超级常陆”用车651系，而淡粉底色搭配红色衬线代表列车所服务区域有名的梅花。
先头车和绿色车厢（头等）装备全主动悬架以改善乘坐舒适性，车厢之间亦加入了阻尼器。

### 转向架
E657系所用的无摇枕转向架DT78型（有动力）和TR263型（无动力）分别发展自E259系所用的DT77型和TR262型转向架，针对更重的车体和抵御风雪寒冷气候的需要作了改进。控制拖车（Tc）先头侧转向架为TR263型，而靠近列车中部的转向架和中间拖车（Ts，绿色车厢）车一样为TR263A型；中间拖车（T1）的转向架则为TR263B型。所有转向架都使用踏面制动，此外拖车的转向架每轴有两部盘式制动装置。车轮直径为860 mm，同一转向架的两轴轴距为2,100 mm。

## 编组型式
E657系每列编組由10辆组成，组成型式见下表；第1节为上野方向先头车；而有“M”标记的6辆为有动力车厢。
| 车厢     | 1         | 2             | 3             | 4         | 5             | 6             | 7             | 8         | 9         | 10        |
| -------- | --------- | ------------- | ------------- | --------- | ------------- | ------------- | ------------- | --------- | --------- | --------- |
| 型式     | Tc'       | M1            | M2            | T1        | Ts            | M1            | M2            | M1        | M2        | Tc        |
| 型号     | KuHa E656 | MoHa E657-200 | MoHa E656-200 | SaHa E657 | SaRo E657-200 | MoHa E657-100 | MoHa E656-100 | MoHa E657 | MoHa E656 | KuHa E657 |
| 重量 (t) | 36.1      | 41.4          | 40.0          | 31.1      | 34.1          | 41.4          | 40.0          | 41.4      | 40.0      | 34.8      |
| 坐席定员 | 44        | 68            | 64            | 72        | 30            | 66            | 64            | 68        | 64        | 60        |

第2、6、8节车厢各有一具PS37A型单臂受电弓。

## 内部
E657系绿色车厢采用2+2横排座椅布置，间距1,160 mm；普通车厢同样为2+2横排布置，间距960 mm；而“超级常陆”所用651系列车和“Fresh常陆”用E653系列车的普通车厢座位间距分别为970 mm和910 mm。
车厢内每个坐席都有交流电插座，并有WiMax网络服务覆盖。列车亦配备了通用设计的洗手间和闭路电视。
E657系列车於2013年10月至2015年3月间进行設備改装，增加LED席位占用指示灯。

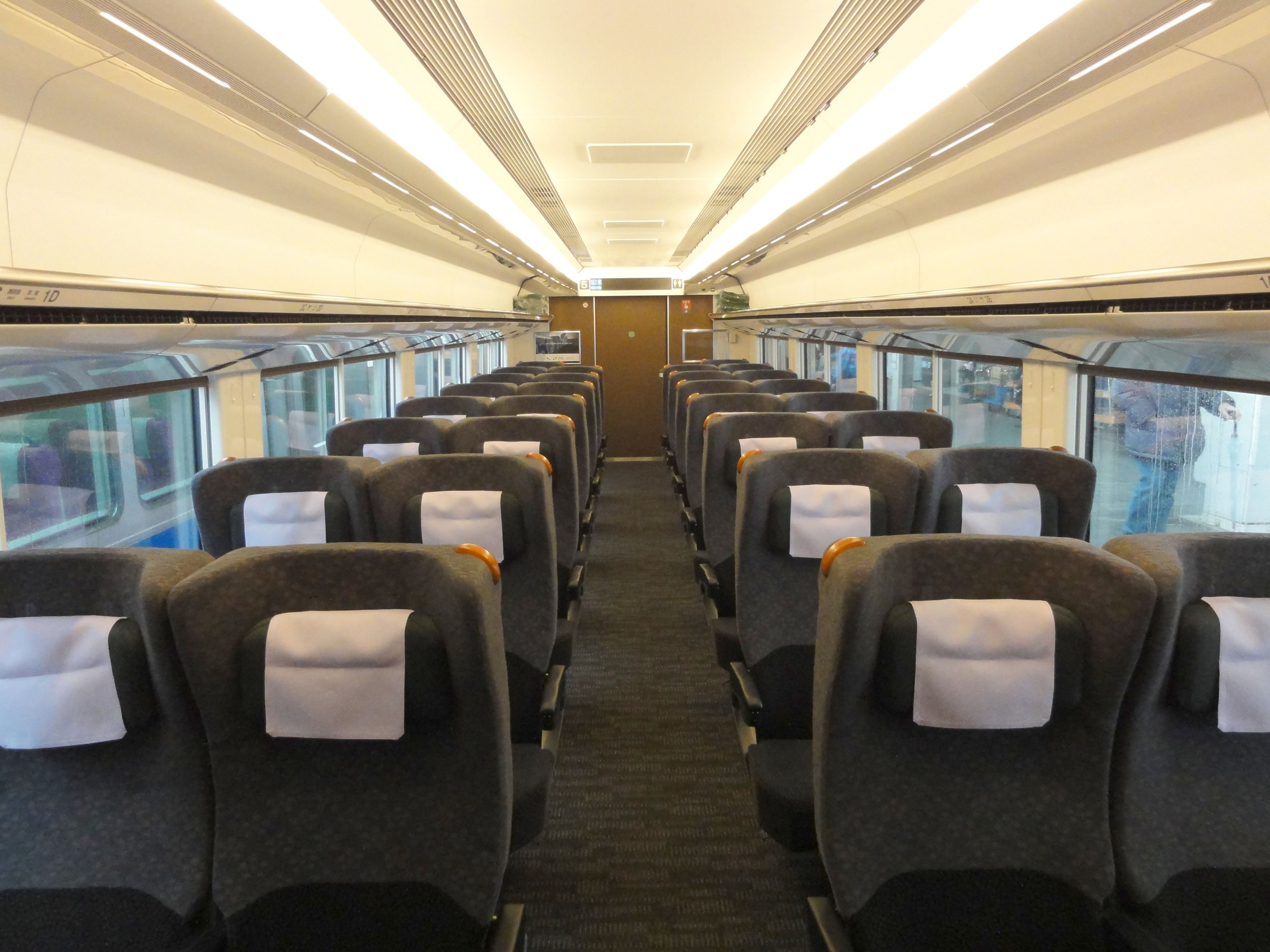
绿色车厢SaRo E657-3，2012年3月
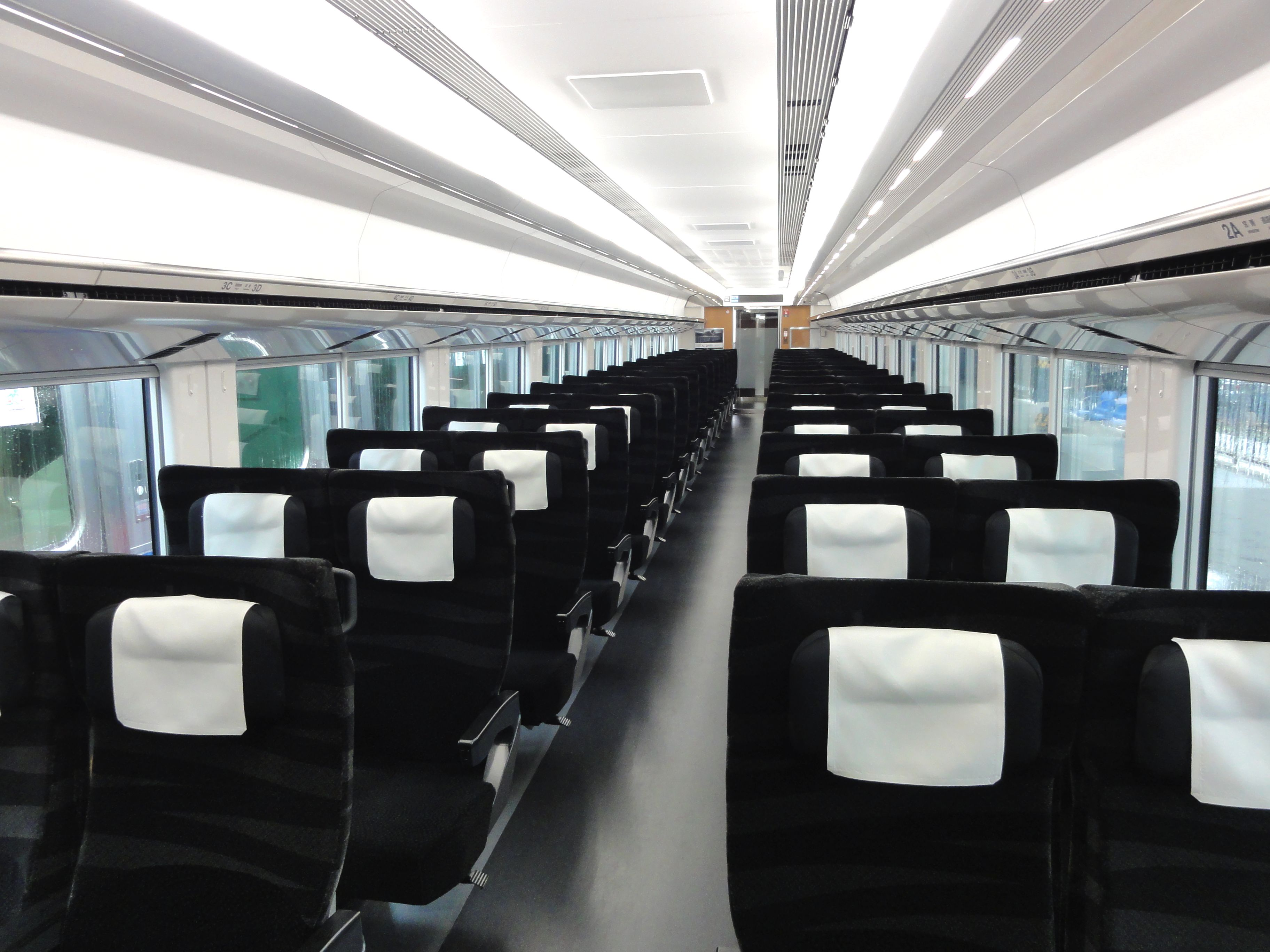
普通车厢MoHa E657-203，2012年3月
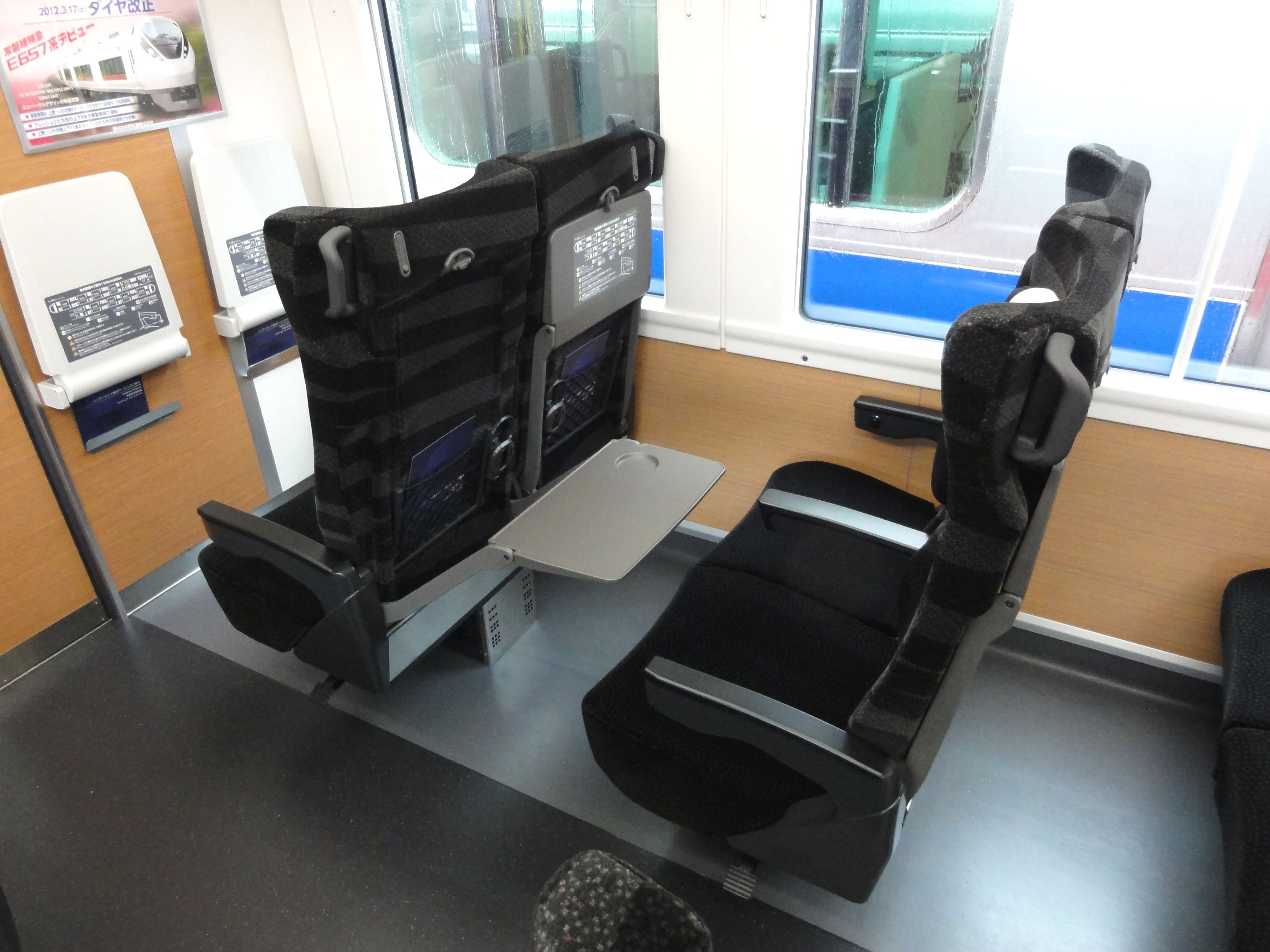
普通车厢座椅，2012年3月
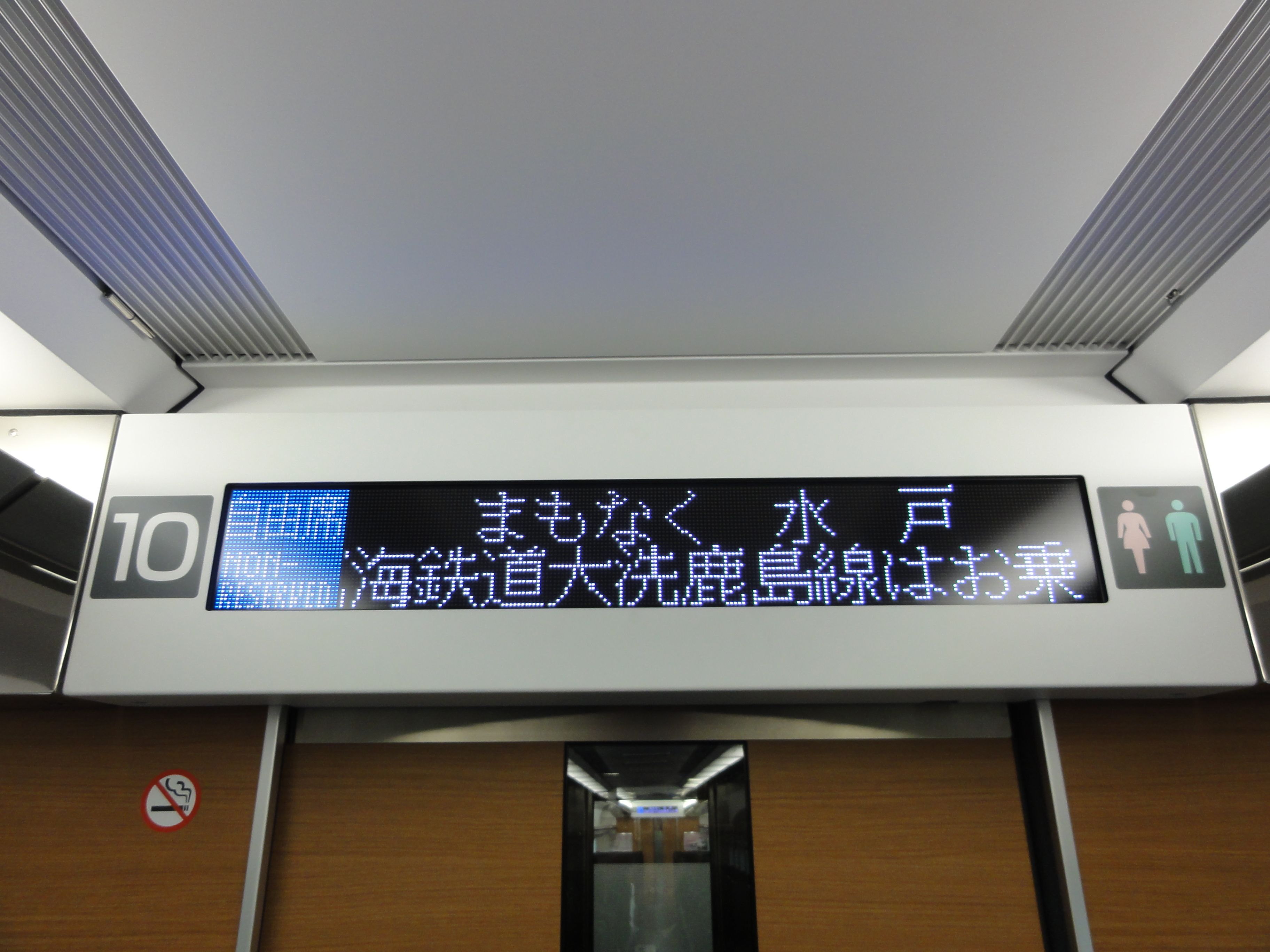
LED旅客信息显示幕，2012年3月

## 历史
2011年3月，首先完成的5辆E657系（半組编成，第1-5节车厢）由近畿车辆大阪工厂出发，抵达日立在山口县的工厂。稍后首列10节编組原预定于4月由日立工厂运送至JR东日本常磐线胜田车辆中心；但因东北大地震而推迟至5月。2011年5月27日，E657系在常磐线上进行了试运转。
为应对2012年3月17日的时刻表改正，后续7编組列车陆续交付。
首列由综合车辆制作所于横滨工厂制造的E657系K-9编組，交付于2012年8月。此编成亦是原东急车辆制造被JR东日本并购更名后制造的首列车。
2019年7月5日，JR東日本宣布，常磐線於2020年3月全線復舊通車後，將復駛東京至仙台間原有的特急列車運轉，並增備E657系2組20輛投入營運；2019年11月14日，增備第一組K18出廠投入營運。2019年12月12日增備第二組K19完工出場。
2025年6月10日，JR东日本宣布，计划在2027年春季推出新的夜间特急列车服务，该服务将由改装的E657系列车在东京都市区和東北地方的北部地区等地營運。

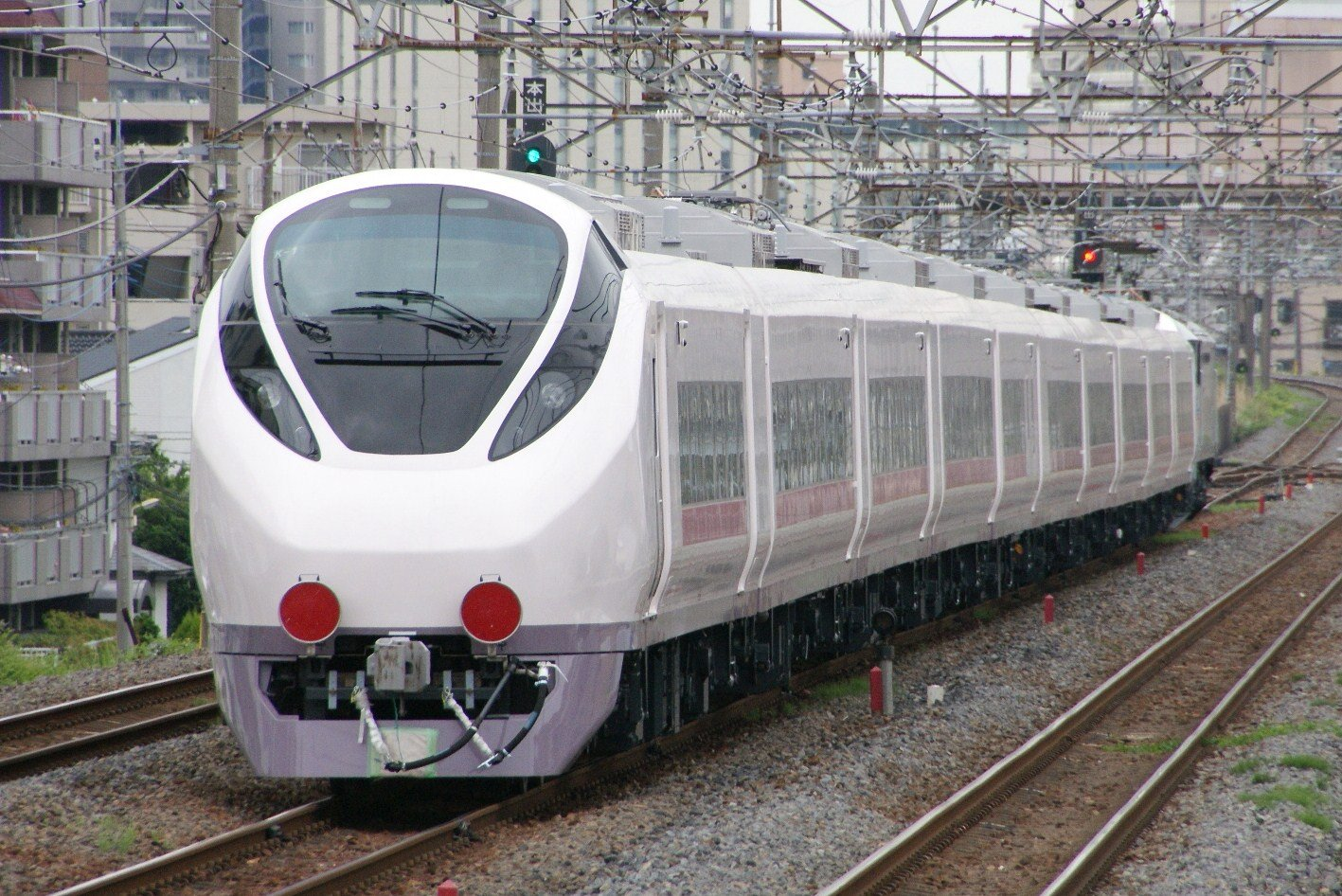
E657系首列车K-1编組交付中，2011年5月
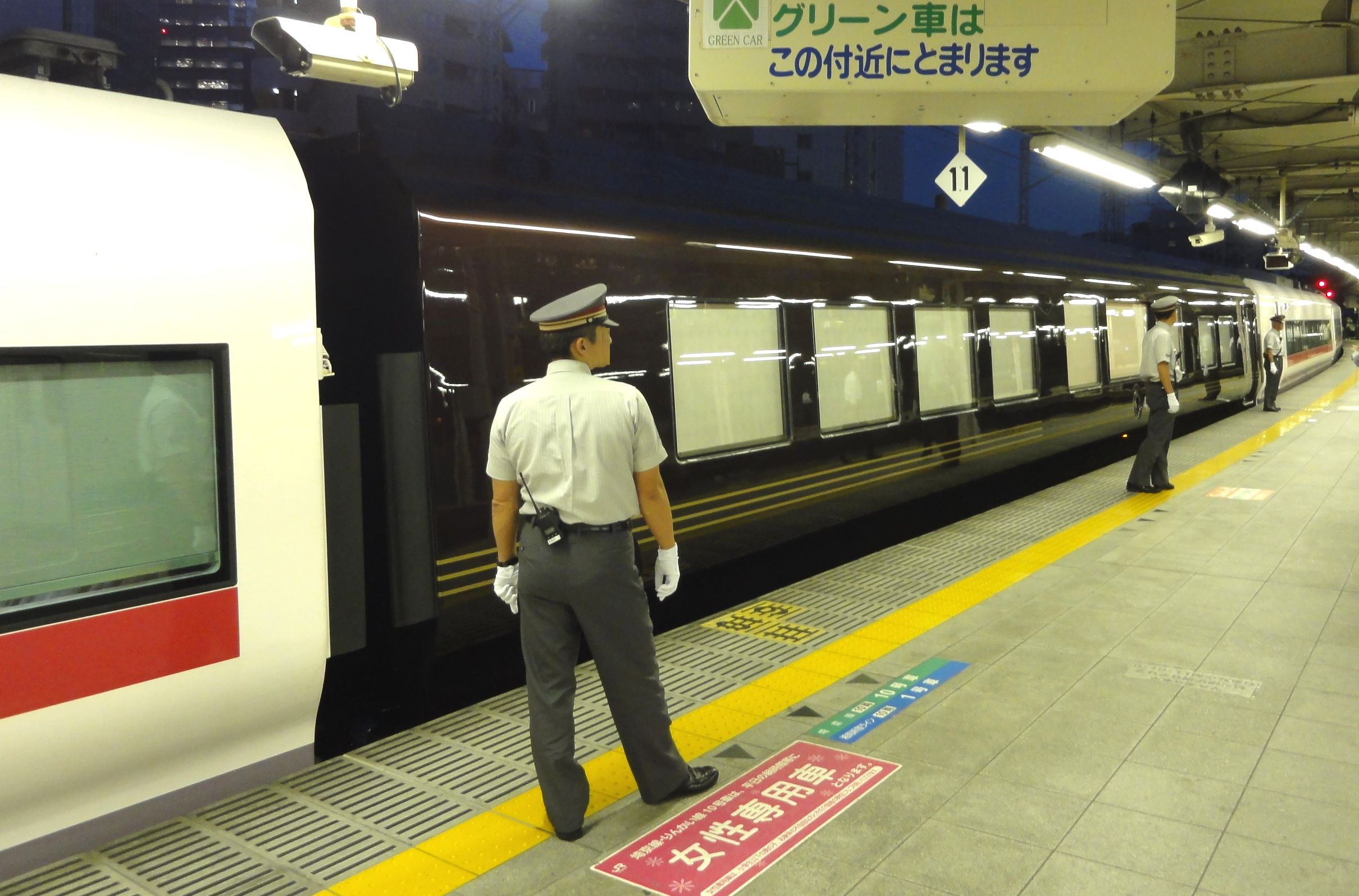
中间编入E655系“TR”皇室列车专用车厢E655-1试运转的K-1编組，2011年9月

## 制造详情
E657系各编成的制造商和交付日期见下表：
| 编組 | 制造商                 | 交付日期   | 採購原因                                         |
| ---- | ---------------------- | ---------- | ------------------------------------------------ |
| K-1  | 日立製作所/近畿车辆    | 2011-05-27 | 常磐線特急列車汰舊換新                           |
| K-2  | 日立製作所/近畿车辆    | 2011-10-19 | 常磐線特急列車汰舊換新                           |
| K-3  | 近畿车辆               | 2011-11-18 | 常磐線特急列車汰舊換新                           |
| K-4  | 日立製作所             | 2011-12-23 | 常磐線特急列車汰舊換新                           |
| K-5  | 近畿车辆               | 2012-01-19 | 常磐線特急列車汰舊換新                           |
| K-6  | 日立製作所             | 2012-01-26 | 常磐線特急列車汰舊換新                           |
| K-7  | 近畿车辆               | 2012-04-11 | 常磐線特急列車汰舊換新                           |
| K-8  | 日立製作所             | 2012-02-24 | 常磐線特急列車汰舊換新                           |
| K-9  | 综合车辆制作所横滨工厂 | 2012-08-27 | 常磐線特急列車汰舊換新                           |
| K-10 | 综合车辆制作所横滨工厂 | 2012-09-24 | 常磐線特急列車汰舊換新                           |
| K-11 | 综合车辆制作所横滨工厂 | 2012-10-29 | 常磐線特急列車汰舊換新                           |
| K-12 | 日立製作所             | 2012-06-21 | 常磐線特急列車汰舊換新                           |
| K-13 | 近畿车辆               | 2012-08-10 | 常磐線特急列車汰舊換新                           |
| K-14 | 近畿车辆               | 2012-09-07 | 常磐線特急列車汰舊換新                           |
| K-15 | 近畿车辆               | 2012-10-12 | 常磐線特急列車汰舊換新                           |
| K-16 | 近畿车辆               | 2012-11-18 | 常磐線特急列車汰舊換新                           |
| K-17 | 综合车辆制作所横滨工厂 | 2014-11-05 | 上野東京線通車時增備編組                         |
| K-18 | 综合车辆制作所横滨工厂 | 2019-11-14 | 常磐線東日本大震災受損路段修復後恢復通車增備編組 |
| K-19 | 綜合車輛製作所橫濱工廠 | 2019-12-12 | 常磐線東日本大震災受損路段修復後恢復通車增備編組 |